# Zweisprachigkeit in Kanada

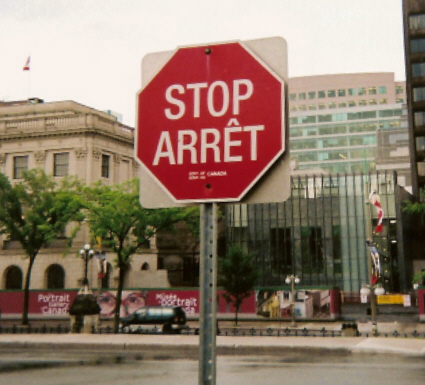
Zweisprachiges Stoppschild in der Hauptstadt Ottawa

Die Zweisprachigkeit in Kanada bezeichnet die Verwendung des Englischen und des Französischen durch die Bevölkerung und die Behörden Kanadas. Als „institutioneller Bilinguismus“ wird die Aufgabe des Bundesstaates bezeichnet, durch das Beschließen und Durchsetzen von verfassungsrechtlichen Bestimmungen und Gesetzen dafür zu sorgen, dass beide Amtssprachen einen gleichberechtigten Status besitzen. Er ist nicht mit dem „persönlichen Bilinguismus“ – der Fähigkeit, zwei verschiedene Sprachen zu sprechen – gleichzusetzen. Es besteht auch keine Pflicht, beide Sprachen sprechen zu müssen.

## Situation in den Provinzen und Territorien
Von den zehn Provinzen hat nur New Brunswick beschlossen, freiwillig offiziell zweisprachig zu werden. Québec hingegen ist die einzige Provinz, die offiziell einsprachig ist (französisch). In den acht übrigen Provinzen ist das Englische zwar die Sprache der überwiegenden Mehrheit und allgemein anerkannte Arbeitssprache in Behörden und Gerichten, jedoch nur de facto Amtssprache. In der Praxis bieten alle Provinzen bis zu einem gewissen Grad Dienstleistungen und Schulunterricht in beiden Sprachen an, das Angebot variiert jedoch stark, selbst innerhalb einer Provinz.
In den drei Territorien sind Englisch und Französisch gleichberechtigte Amtssprachen. Darüber hinaus ist Inuktitut die dritte Amtssprache in Nunavut. In den Nordwest-Territorien besitzen zusätzlich neun Sprachen der Ureinwohner offiziellen Status; Gesetze sind jedoch nur auf Englisch und Französisch bindend und die Behörden müssen nur dann in anderen Sprachen publizieren, wenn der Gesetzgeber dies ausdrücklich verlangt.

## Chronologische Entwicklung der Sprachenpolitik
- 1867: Artikel 133 des British North America Act (der Gesetzestext ist heute Teil des Verfassungsgesetzes von 1867) erlaubt die Verwendung des Französischen oder des Englischen im kanadischen Parlament und in den Bundesgerichtshöfen. Er schreibt auch die Verwendung beider Sprachen bei der Publikation von Gesetzen, Verordnungen, Gerichtsurteilen usw. vor.
- 1870: Mit der Aufnahme Manitobas in die Kanadische Konföderation wird das Französische in dieser Provinz zur Amts- und Schulsprache erhoben. Das Provinzparlament missachtet 1890 bewusst den Manitoba Act und entzieht dem Französischen den Status als Amtssprache. Es stellt auch die finanzielle Unterstützung katholischer Schulen ein; mit der Folge, dass das Französische als Schulsprache fast vollständig außer Gebrauch gerät (→ Manitoba-Schulfrage).
- 1912: Die Regierung Ontarios erlässt Reglement 17, das den Gebrauch des Französischen als Unterrichtssprache nach dem ersten Schuljahr verbietet und den Französisch-Fremdsprachenunterricht nach dem vierten Schuljahr nicht mehr vorsieht. Reglement 17 kann aufgrund heftiger Proteste nie vollständig umgesetzt werden und wird schließlich 1927 aufgehoben.[1]
- 1927: Briefmarken werden zweisprachig, neun Jahre später folgen die Banknoten.
- 1963: Die von Premierminister Lester Pearson eingesetzte Königliche Kommission für Zweisprachigkeit und Bikulturalismus nimmt ihre Tätigkeit auf. Ihre Empfehlungen führen schließlich 1969 zur Verabschiedung und zum Inkrafttreten des Amtssprachengesetzes auf Bundesebene.
- 1969: New Brunswick übernimmt die Regelung der Bundesregierung, erlässt ein eigenes Amtssprachengesetz und wird dadurch zu einer offiziell zweisprachigen Provinz.[2]
- 1970: Das Amtssprachenkommissariat nimmt seine Tätigkeit auf.
- 1974: Der vom Bundesparlament beschlossene Consumer Packaging and Labelling Act (Loi sur l'emballage et l'étiquetage des produits de consommation) schreibt vor, dass alle Konsumgüterverpackungen im ganzen Land auf Englisch und Französisch beschriftet sein müssen.[3] Zweisprachige Verpackungen bilden seither das sichtbarste Merkmal des offiziellen Bilinguismus.
- 1977: In Québec tritt die Charta der französischen Sprache in Kraft. Mit ihr wird das Quebecer Amtssprachengesetz von 1974 verschärft, das Französisch zur alleinigen Amtssprache der Provinz erklärt hatte. Zusätzliche Bestimmungen erklären Französisch neu zur alleinigen Arbeitssprache, hindern Einwanderer und Frankophone an der Einschulung ihrer Kinder in englischsprachigen Klassen und schränken den Gebrauch des Englischen auf kommerziellen Beschriftungen ein.[4] Einzelne Bestimmungen müssen später gelockert werden, da sie gegen die Verfassung verstoßen.
- 1984: In den Nordwest-Territorien wird das Französische zur Amtssprache erklärt. Diesen Status hatte es schon ab 1877, doch die Bestimmung war 1892 aufgehoben worden.
- 1985: Parlament und Gerichte der Provinz Manitoba weigern sich, das 1890 erlassene Verbot von Französisch als Amtssprache aufzuheben. Die Provinz wird jedoch nach einem Entscheid des Obersten Gerichtshofes dazu gezwungen, da dies der Verfassung widerspricht.[5]
- 1986: In Ontario tritt der „French Language Services Act“ in Kraft, der die Provinzbehörden dazu verpflichtet, in jenen Gemeinden französischsprachige Dienstleistungen zu erbringen, wo die frankophone Bevölkerung größer als 5000 Personen ist oder deren Anteil an der Gesamtbevölkerung mindestens 10 % beträgt.[6]
- 1988: Revision des Amtssprachengesetzes, das dadurch an die Bestimmungen in der Kanadischen Charta der Rechte und Freiheiten angepasst wird. Zusätzlich werden die englischsprachige Minderheit in Québec und die französischsprachige Minderheit in den übrigen Provinzen gefördert. Unter anderem werden aus Mitteln des Bundes Schulen für die sprachlichen Minderheiten mitfinanziert.
- Aktuell: der verbindliche Gesetzestext wurde seitdem geringfügig oder redaktionell verändert, zuletzt 2015.[7]